# Placer de Guadalupe
Placer de Guadalupe är en ort i Mexiko.   Den ligger i kommunen Aldama och delstaten Chihuahua, i den norra delen av landet, 1 300 km nordväst om huvudstaden Mexico City. Placer de Guadalupe ligger 1 424 meter över havet och antalet invånare är 168.
Terrängen runt Placer de Guadalupe är platt norrut, men söderut är den kuperad. Runt Placer de Guadalupe är det mycket glesbefolkat, med 2 invånare per kvadratkilometer. Det finns inga andra samhällen i närheten. Omgivningarna runt Placer de Guadalupe är i huvudsak ett öppet busklandskap.